# Gerard Byrne
Gerard Byrne (* 1969 in Dublin) ist ein irischer Installations- Foto-, Video- und Live-Künstler.

## Leben und Werk
Byrne studierte am National College of Art & Design in Dublin. 1991 legte er den Bachelor ab und 1996 erlangte er den Master an der The New School in New York City. Er nahm am Whitney Independent Study Program teil.
Byrnes künstlerische Praxis basiert mehrheitlich auf den Medien Video und Fotografie und hinterfragt die Art und Weise, wie Bilder konstruiert, übermittelt und vermittelt werden.
Bekannte fotografische Serien sind In the News und Loch Ness. Ein bekanntes Video ist Homme à Femmes (Michel Debrane) (2004).

„Mich interessiert, wie in unserer Kultur die Idee von Gegenwart entsteht. Wie wird Gegenwart kulturell dargestellt und wie verändert sich diese im Laufe der Zeit.“

2007 repräsentierte Byrne Irland auf der Biennale di Venezia, 2012 war er Teilnehmer der dOCUMENTA (13) in Kassel und 2017 stellt er auf den Skulptur.Projekten in Münster aus.
Seit März 2018 sind ausgewählte Fotografien sowie Video- und Dia-Installationen des Künstlers in der Gruppenausstellung I'm a Believer. Pop Art und Gegenwartskunst aus dem Lenbachhaus und der KiCo Stiftung der Städtischen Galerie im Lenbachhaus und Kunstbau München zu sehen. Drei seiner 2007 entstandenen Fotografien sind zudem dauerhaft in der Sammlung des Hauses vertreten.
Byrne ist seit 2018 Professor für Film an der Städelschule in Frankfurt am Main.
Seit Herbst 2020 ist Byrne ein Mitglied von Aosdána.